# Homalotylus scymnivorus
Homalotylus scymnivorus är en stekelart som beskrevs av Tachikawa 1963. Homalotylus scymnivorus ingår i släktet Homalotylus och familjen sköldlussteklar.
Artens utbredningsområde är Mongoliet. Inga underarter finns listade i Catalogue of Life.